# Souto (Santa Maria)
Souto (Santa Maria) (oficialmente; também usado Santa Maria de Souto) é uma povoação portuguesa do Município de Guimarães, que foi sede da extinta freguesia que tinha 4,40 km² de área e 771 habitantes (2011) e, por isso, uma densidade populacional de 175,2 hab/km².
A Freguesia de Santa Maria de Souto foi extinta em 2013, no âmbito de uma reforma administrativa nacional, para, em conjunto com as freguesias de Souto (São Salvador) e Gondomar, formar uma nova freguesia denominada União das Freguesias de Souto Santa Maria, Souto São Salvador e Gondomar com a sede em Souto Santa Maria.
A localidade tem centro social, jardim de infância, ATL e escola básica.
Tem uma tradição religiosa, em Agosto: uma romaria em honra da Senhora do Rosário.

## População
| População da freguesia de Souto (Santa Maria) (1864 – 2011) | População da freguesia de Souto (Santa Maria) (1864 – 2011) | População da freguesia de Souto (Santa Maria) (1864 – 2011) | População da freguesia de Souto (Santa Maria) (1864 – 2011) | População da freguesia de Souto (Santa Maria) (1864 – 2011) | População da freguesia de Souto (Santa Maria) (1864 – 2011) | População da freguesia de Souto (Santa Maria) (1864 – 2011) | População da freguesia de Souto (Santa Maria) (1864 – 2011) | População da freguesia de Souto (Santa Maria) (1864 – 2011) | População da freguesia de Souto (Santa Maria) (1864 – 2011) | População da freguesia de Souto (Santa Maria) (1864 – 2011) | População da freguesia de Souto (Santa Maria) (1864 – 2011) | População da freguesia de Souto (Santa Maria) (1864 – 2011) | População da freguesia de Souto (Santa Maria) (1864 – 2011) | População da freguesia de Souto (Santa Maria) (1864 – 2011) |
| ----------------------------------------------------------- | ----------------------------------------------------------- | ----------------------------------------------------------- | ----------------------------------------------------------- | ----------------------------------------------------------- | ----------------------------------------------------------- | ----------------------------------------------------------- | ----------------------------------------------------------- | ----------------------------------------------------------- | ----------------------------------------------------------- | ----------------------------------------------------------- | ----------------------------------------------------------- | ----------------------------------------------------------- | ----------------------------------------------------------- | ----------------------------------------------------------- |
| 1864                                                        | 1878                                                        | 1890                                                        | 1900                                                        | 1911                                                        | 1920                                                        | 1930                                                        | 1940                                                        | 1950                                                        | 1960                                                        | 1970                                                        | 1981                                                        | 1991                                                        | 2001                                                        | 2011                                                        |
| 362                                                         | 401                                                         | 347                                                         | 405                                                         | 389                                                         | 396                                                         | 457                                                         | 593                                                         | 685                                                         | 777                                                         | 796                                                         | 705                                                         | 760                                                         | 831                                                         | 771                                                         |